# Wardell Gray
Wardell Gray (* 13. Februar 1921 in Oklahoma City, Oklahoma; † 25. Mai 1955 in Las Vegas, Nevada) war ein US-amerikanischer Tenorsaxophonist des frühen Modern Jazz.

## Leben
Gray wuchs in Detroit auf, wo er Klarinette lernte, am Institute of Technology studierte und in den lokalen Bands spielte. 1943 bis 1945 war er wie schon zuvor Charlie Parker bei Earl Hines (Aufnahmen 1945) beschäftigt, wo er zunächst Altsaxophon und Klarinette in dessen Bigband spielte, bevor er zum Tenorsaxophon wechselte. 1945 ging er nach Los Angeles, wo er sich in den Clubs häufige Tenor-Battles mit Dexter Gordon lieferte (bekannt wurde The Chase, aufgenommen für Dial). Er spielte in der Band von Billy Eckstine, als diese die Westküste tourte, und mit Benny Carter. 1947 spielte er mit Charlie Parker, als dieser die Westküste besuchte, und 1948 mit Benny Goodman in New York, als dieser kurzfristig mit einer Bebop-orientierten Bigband experimentierte. Außerdem nahm er mit Tadd Dameron auf. 1949 nimmt er in einer Session mit Al Haig, Tommy Potter und Roy Haynes auf (Twisted, Solo Would you like to swing on a star). 1950 und 1951 war er in der Count-Basie-Bigband tätig (Solo Little Pony) und spielte auch in dessen Septett. 1952 und 1953 spielte er bei Louie Bellson und danach als Freelancer mit eigenen Gruppen. In den 1950ern entwickelte sich allerdings auch eine Drogensucht. Er starb unter mysteriösen Umständen 1955 in Las Vegas, wo er für Auftritte mit Benny Carter im Casino Moulin Rouge war. Gray kam zu den Proben mit Carter, bei der Eröffnung des Clubs am 25. Mai fehlte er aber unentschuldigt. Er wurde mit gebrochenem Genick in der Wüste gefunden, offensichtlich aus einem Auto geworfen. Offiziell starb er an einer Überdosis, doch wurde die Untersuchung nicht sehr sorgfältig durchgeführt, so dass es bis heute Spekulationen gibt.
Er gilt neben Dexter Gordon als einer der besten Tenorsaxophonisten der Bop-Ära an der Westküste. Mit seinem von Lester Young beeinflussten Ton gilt er heute manchen als eine Art Vorläufer von Stan Getz.
Eine Biographie Grays von Richard Carter (Easy Swing) ist in Vorbereitung.

## Earl Hines über Wardell Gray
…he was a fine musician. Nobody ever ran over him and he made a lot of tenor players look up. He was just like Pres in the way he wanted to be playing his horn. Weiter erinnert er sich, dass er zurückhaltend war, nicht viel ausging und sehr viel las (he used to read real serious books). Außerdem hatte er merkwürdige Essgewohnheiten, so führte er stets eine Tabasco-Flasche mit sich und begrub seine Spiegeleier unter Pfeffer.

## Roman
Bill Moody, "Moulin Rouge,Las Vegas", Unionsverlag 2002 (Kriminalroman des Schlagzeugers Bill Moody)